# Río Kako
Pour les articles homonymes, voir Kako.
Le río Kako est une rivière du Guyana et du Venezuela. Elle prend sa source au Venezuela, aux pieds du tepuy Yuruaní, alimentée par des cascades qui dégringolent de ses falaises. Elle se dirige vers le nord-est, traverse la frontière avec le Guyana et se jette dans le Mazaruni, sous-affluent de l'Essequibo.